# Serie A 1973/1974
Soutěžní ročník Serie A 1973/1974 byl 72. ročník nejvyšší italské fotbalové ligy a 42. ročník pod názvem Serie A. Konal se od 7. října 1973 do 19. května 1974 a skončil vítězstvím Lazia, který vyhrál první titul v klubové historii.
Nejlepším střelcem se stal italský hráč Giorgio Chinaglia (Lazio), který vstřelil 24 branek.

## Události

### Před sezonou
Nováčci soutěže: vítěz 2. ligy Janov, se vrátilo po devíti letech, Foggia po dvou letech a Cesena poprvé v klubové historii. 
Velkou novinkou bylo zavedení žlutých a červených karet. Také se mohlo již vystřídat tři hráče, místo dvou (dva v poli + brankář).
Obhájce titulu Juventus se rozloučil s Hallerem, který se po deseti letech vrátil domů (Augsburg). Naopak přišel nadějný Gentile (Varese). Jediným velkým příchodem pro Milán byl již 34letý brankář Pizzaballa (Verona). Do Interu se po pěti letech vrátil trenér Helenio Herrera (Řím) a přišel Scala (Fiorentina). Nejvíce se posílil Řím, který přivedl brankáře Contiho (Arezzo) a dva skvělé útočníky: Domenghiniho (Cagliari) a Pratiho (Milán), který stál 650 mil. lir. Nováček z Janova se posílil o Rosata (Milán) a Corsa (Inter), který u Nerazzurri strávil 16 let. Premiéru v klubu měl mladík Roberto Pruzzo. Do Turína přišel Zaccarelli (Novara) a střelec Graziani (Arezzo). Do sezony nenastoupil již 38letý držitel Zlatého míče 1960 Luis Suárez (Sampdoria).
Další změny byli: Aldo Bet (Řím → Verona), Walter Novellino (Turín → Cremonese), Angelo Sormani (Fiorentina → L. Vicenza), Andrea Orlandini (Fiorentina → Neapol) a Roberto Anzolin (L. Vicenza → Monza).

### Během sezony
Sezona začala tříbodovým odečtem pro Sampdorii, které v minulé sezoně bylo potrestáno za prohřešek proti pravidlům. Do vedení se dostalo od 4. kola Neapol a poté od 10. kola Lazio. Špatný start měl Milan, který doplatil za nervózní vztahy mezi trenérem Roccem a vedením, které jej obvinili, že neudělal dobrou přestupovou kampaň. Samotný Rocco klub opustil v únoru. Zimním mistrem se stal s tříbodovým náskokem Lazio před Fiorentinou, Juventusem a Neapolí.
V druhé části sezony Lazio porazilo v 18. kole Juventus 3:1 a už to vypadalo že dokráčejí k titulu. Jenže v 21. kole prohrálo s Interem a měli tříbodový náskok. Dne 12. května vyhráli svůj první mistrovský titul, když porazili Foggiu díky penaltě, kterou proměnil Giorgio Chinaglia, který byl s 24 góly také nejlepším střelcem. O dva body méně měl druhý Juventus a třetí skončilo Neapol, které mělo o sedm bodů míň. Do poháru UEFA postoupil i Inter a Turín. Velkým zklamáním bylo 7. místo Milána, který během sezony vyměnil třikrát trenéry a sezonu dotrénoval Giovanni Trapattoni.
Foggia byla protagonistou dvou skandálů, které způsobily revoluci ve spodní části tabulky. Obvinili Veronu z pokusu podplatit hráče Neapole Sergia Clericiho před zápasem mezi těmito dvěma týmy. Vyšetřování se soustředilo zejména na telefonát prezidenta Verony Saveria Garonziho útočníkovi Clericimu. Verona byla odsouzena k sestupu do Serie B. Foggia byla ale také obviněna z toho, že nabídli vzácné hodinky rozhodčímu, který měl řídit zápas poslední den proti Milánu, byli potrestáni odečtem šesti bodů a to stačilo na sestup. Třetím sestupujícím byla Janov.

## Účastníci
| Klub              | Město     | Stadion                      | Trenér | Nejlepší střelec                  |
| ----------------- | --------- | ---------------------------- | --- | --------------------------------- |
| Boloňa            | Boloňa    | Stadio Comunale              | Bruno Pesaola | Giuseppe Savoldi (12)             |
| Cagliari          | Cagliari  | Stadio Sant'Elia             | Giuseppe Chiappella                                                                                                   | Luigi Riva (15)                   |
| Cesena            | Cesena    | Stadio "Fiorita"             | Eugenio Bersellini | Giuliano Bertarelli (6)           |
| Fiorentina        | Florencie | Stadio Comunale              | Luigi Radice | Nello Saltutti (7)                |
| Foggia            | Foggia    | Stadio Pino Zaccheria        | Lauro Toneatto | Silvano Villa (5)                 |
| Inter             | Milán     | Stadio San Siro              | Helenio Herrera (1.–16. kolo) Enea Masiero                                                                            | Roberto Boninsegna (23)           |
| Janov             | Janov     | Stadio Luigi Ferraris        | Arturo Silvestri | Sidio Corradi (5)                 |
| Juventus          | Turín     | Stadio Comunale di Torino    | Čestmír Vycpálek | Pietro Anastasi (16)              |
| Lanerossi Vicenza | Vicenza   | Stadio Romeo Menti           | Héctor Puricelli | Oscar Damiani, Angelo Sormani (5) |
| Lazio             | Řím       | Stadio Olimpico              | Tommaso Maestrelli | Giorgio Chinaglia (24)            |
| Milán             | Milán     | Stadio San Siro              | Nereo Rocco (1.–8. kolo) Nereo Rocco + Cesare Maldini (9.–17. kolo) Cesare Maldini (18.–24. kolo) Giovanni Trapattoni | Luciano Chiarugi (11)             |
| Neapol            | Neapol    | Stadio San Paolo             | Luís Vinício | Sergio Clerici (15)               |
| Řím               | Řím       | Stadio Olimpico              | Manlio Scopigno (1.–6. kolo) Nils Liedholm                                                                            | Pierino Prati (8)                 |
| Sampdoria         | Janov     | Stadio Luigi Ferraris        | Guido Vincenzi | Mario Maraschi (6)                |
| Turín             | Turín     | Stadio Comunale di Torino    | Gustavo Giagnoni (1.–19. kolo) Edmondo Fabbri                                                                         | Paolo Pulici (14)                 |
| Verona            | Verona    | Stadio Marcantonio Bentegodi | Giancarlo Cadé | Livio Luppi (6)                   |

## Tabulka
| Poř. | Tým                 | Z  | V  | R  | P  | VG | OG | B  |
| ---- | ------------------- | -- | -- | -- | -- | -- | -- | -- |
| 1.   | Lazio               | 30 | 18 | 7  | 5  | 45 | 23 | 43 |
| 2.   | Juventus            | 30 | 16 | 9  | 5  | 50 | 26 | 41 |
| 3.   | Neapol              | 30 | 12 | 12 | 6  | 35 | 28 | 36 |
| 4.   | Inter               | 30 | 12 | 11 | 7  | 47 | 33 | 35 |
| 5.   | Turín               | 30 | 10 | 14 | 6  | 27 | 24 | 34 |
| 6.   | Fiorentina          | 30 | 10 | 13 | 7  | 32 | 26 | 33 |
| 7.   | Milán               | 30 | 11 | 8  | 11 | 34 | 36 | 30 |
| 8.   | Řím                 | 30 | 10 | 9  | 11 | 29 | 28 | 29 |
| 9.   | Boloňa              | 30 | 6  | 17 | 7  | 35 | 36 | 29 |
| 10.  | Cagliari            | 30 | 7  | 14 | 9  | 25 | 32 | 28 |
| 11.  | Cesena              | 30 | 6  | 15 | 9  | 25 | 28 | 27 |
| 12.  | Lanerossi Vicenza   | 30 | 7  | 12 | 11 | 22 | 37 | 26 |
| 13.  | Sampdoria (-3 body) | 30 | 5  | 13 | 12 | 27 | 34 | 20 |
| 14.  | Foggia (-6 bodů)    | 30 | 6  | 12 | 12 | 20 | 34 | 18 |
| 15.  | Janov               | 30 | 4  | 9  | 17 | 16 | 37 | 17 |
| 16.  | Verona              | 30 | 8  | 9  | 13 | 28 | 35 | 25 |

Poznámky
- Z = Odehrané zápasy; V = Vítězství; R = Remízy; P = Prohry; VG = Vstřelené góly; OG = Obdržené góly; B = Body
- za výhru 2 body, za remízu 1 bod, za prohru 0 bodů.
- při rovnosti bodů rozhodovalo skóre.
- Sampdoria přišlo o 6 bodů za špatné chování svého klubového prezidenta.
- Foggia přišla o 3 body za úplatky.
- Verona sestoupila za úplatky.
- Lazio nesměla hrát PMEZ 1974/75, protože ji to UEFA zakázala za nepokoje při utkání v Poháru UEFA 1973/74.

|  | Mistr ligy a přímý postup do poháru PMEZ 1974/75 |
|  | Přímý postup do poháru PVP 1974/75               |
|  | Přímý postup do poháru UEFA 1974/75              |
|  | Sestup do Serie B                                |

## Statistiky

### Výsledková tabulka
|            | Boloňa | Cagliari | Cesena | Fiorentina | Foggia | Janov | Inter | Juventus | L. Vicenza | Lazio | Milán | Neapol | Řím | Sampdoria | Turín | Verona |
| ---------- | ------ | -------- | ------ | ---------- | ------ | ----- | ----- | -------- | ---------- | ----- | ----- | ------ | --- | --------- | ----- | ------ |
| Boloňa     | –      | 3:1      | 1:1    | 1:1        | 0:0    | 2:0   | 3:0   | 0:0      | 4:0        | 2:2   | 3:2   | 2:2    | 0:0 | 2:1       | 2:2   | 1:2    |
| Cagliari   | 0:0    | –        | 0:0    | 1:0        | 1:0    | 0:1   | 1:1   | 2:1      | 2:0        | 0:1   | 0:1   | 0:0    | 1:1 | 2:1       | 1:1   | 1:1    |
| Cesena     | 3:0    | 1:1      | –      | 0:0        | 2:0    | 1:1   | 0:1   | 0:2      | 2:2        | 0:0   | 1:0   | 1:1    | 1:1 | 2:1       | 0:0   | 1:0    |
| Fiorentina | 1:1    | 4:1      | 0:0    | –          | 0:1    | 0:0   | 1:0   | 2:0      | 0:1        | 1:1   | 3:2   | 1:1    | 1:0 | 1:1       | 3:1   | 2:1    |
| Foggia     | 1:1    | 1:1      | 1:1    | 2:1        | –      | 1:0   | 1:2   | 0:0      | 2:1        | 0:1   | 0:0   | 1:0    | 1:0 | 2:2       | 1:1   | 1:1    |
| Janov      | 1:1    | 1:1      | 1:2    | 0:1        | 2:1    | –     | 1:1   | 0:1      | 1:1        | 1:2   | 0:1   | 1:2    | 2:1 | 0:2       | 0:2   | 1:0    |
| Inter      | 1:1    | 0:1      | 3:1    | 1:1        | 5:1    | 0:0   | –     | 0:2      | 2:0        | 3:1   | 2:1   | 2:2    | 2:0 | 2:1       | 3:0   | 0:0    |
| Juventus   | 1:1    | 1:1      | 2:2    | 3:1        | 2:1    | 3:0   | 2:0   | –        | 0:0        | 3:1   | 2:0   | 4:1    | 2:1 | 2:0       | 1:1   | 5:1    |
| L. Vicenza | 2:1    | 1:1      | 0:0    | 2:1        | 1:0    | 1:1   | 1:0   | 0:3      | –          | 0:3   | 1:1   | 2:1    | 0:1 | 0:0       | 0:0   | 1:1    |
| Lazio      | 4:0    | 2:0      | 2:0    | 0:0        | 1:0    | 1:0   | 1:1   | 3:1      | 3:0        | –     | 1:0   | 1:0    | 2:1 | 1:0       | 0:1   | 4:2    |
| Milán      | 1:1    | 2:2      | 1:0    | 1:1        | 1:0    | 2:0   | 1:5   | 2:2      | 1:2        | 0:0   | –     | 0:0    | 2:0 | 2:1       | 1:0   | 2:1    |
| Neapol     | 2:0    | 1:0      | 1:0    | 2:1        | 1:1    | 1:0   | 2:1   | 2:0      | 2:1        | 3:3   | 1:2   | –      | 1:1 | 1:0       | 1:1   | 2:0    |
| Řím        | 2:1    | 2:0      | 1:0    | 0:0        | 3:0    | 2:0   | 3:3   | 3:2      | 0:0        | 1:2   | 1:2   | 0:1    | –   | 2:1       | 0:0   | 1:0    |
| Sampdoria  | 0:0    | 1:1      | 1:1    | 1:2        | 0:0    | 1:1   | 1:1   | 1:2      | 2:1        | 1:0   | 3:2   | 0:0    | 0:0 | –         | 1:1   | 2:1    |
| Turín      | 2:0    | 1:2      | 2:1    | 0:1        | 0:0    | 1:0   | 2:2   | 0:1      | 1:0        | 2:1   | 1:0   | 1:1    | 1:0 | 1:1       | –     | 0:0    |
| Verona     | 1:1    | 2:0      | 2:1    | 1:1        | 3:0    | 2:0   | 1:3   | 0:0      | 1:1        | 0:1   | 2:1   | 1:0    | 0:1 | 1:0       | 0:1   | –      |

### Střelecká listina
| Pořadí | Jméno                | Klub     | Branky |
| ------ | -------------------- | -------- | ------ |
| 1.     | Giorgio Chinaglia    | Lazio    | 24     |
| 2.     | Roberto Boninsegna   | Inter    | 23     |
| 3.     | Pietro Anastasi      | Juventus | 16     |
| 4.     | Luigi Riva           | Cagliari | 15     |
| 4.     | Sergio Clerici       | Neapol   | 15     |
| 6.     | Paolo Pulici         | Turín    | 14     |
| 7.     | Antonello Cuccureddu | Juventus | 12     |
| 7.     | Giuseppe Savoldi     | Boloňa   | 12     |
| 9.     | Luciano Chiarugi     | Milán    | 11     |
| 10.    | Renzo Garlaschelli   | Lazio    | 10     |

## Vítěz
| Serie A Vítěz pro rok 1973/74 |
| ----------------------------- |
| SS Lazio                      |
|                               |